# Forum Morza Czarnego na rzecz Partnerstwa i Dialogu
     członkowie
     obserwatorzy

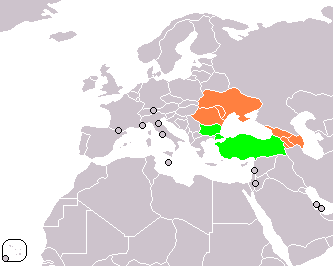
członkowie
obserwatorzy

Forum Morza Czarnego na rzecz Partnerstwa i Dialogu – organizacja międzynarodowa, powołana do życia w 2006 roku z inicjatywy Rumunii. W początkowym założeniu w ramach Forum miały odbywać się coroczne szczyty z udziałem przywódców państw (spotkania miały być kolejno organizowane przez wszystkich członków) oraz spotkania tematyczne w czasie tych rocznych okresów. Celem Forum Morza Czarnego na rzecz Partnerstwa i Dialogu nie jest tworzenie nowych instytucji, lecz zapoczątkowanie regularnego dialogu między państwami regionu Morza Czarnego (wraz z Kaukazem, aż do Morza Kaspijskiego) oraz wspólnych rozmów z organizacjami międzynarodowymi, m.in. z Unią Europejską.
Pierwsza sesja Forum odbyła się w dn. 4-6 czerwca 2006 w Bukareszcie. Od tego czasu nie zorganizowano więcej żadnych spotkań w ramach Forum.

## Członkowie
Członkowie
- Armenia
- Azerbejdżan
- Gruzja
- Mołdawia
- Rumunia
- Ukraina

Obserwatorzy
- Bułgaria
- Turcja